# Juan del Campo Rodríguez
Juan G. del Campo Rodríguez (Lima, Perú) es un diplomático y escritor peruano. Estudió derecho en la Pontificia Universidad Católica del Perú y diplomacia y Relaciones Internacionales en la Academia Diplomática del Perú.
Se incorporó al servicio exterior peruano en 1984, desempeñando a la fecha diversos cargos en las embajadas peruanas en Filipinas, Israel, Estados Unidos de América, Colombia y el Consulado General en Panamá. Actualmente se desempeña como embajador del Perú en la Federación de Rusia.
Es autor de varios libros, artículos y trabajos de historia. En el año 2000, la Marina de Guerra del Perú, editó su obra "An Illustrated History of the Peruvian Navy" ("Una historia ilustrada de la marina peruana"); en 2002, el fondo editorial de la Academia Diplomática del Perú publicó "Batallas Legendarias del Perú y del Mundo: episodios épicos y anécdotas militares"; en el 2003, el fondo editorial de la Asociación de Funcionarios Diplomáticos en Actividad, AFDA, sacó a imprenta Por la República y por la Reina: una revisión histórica del conflicto de 1864-1871 entre España y la alianza peruano-chilena". En 2010 la Asociación de  Funcionarios del Servicio Diplomatico del Perú, publicó  "Pearl Harbor, la historia Secreta: la diplomacia peruana y la misión Rivera Schreiber en Japón durante la II Guerra Mundial" y en 2013 hizo lo propio con la que es quizás la obra más importante de del Campo: "El Tercer Reich Visto por Torre Tagle; Crónicas peruanas de la Segunda Guerra Mundial". En 2020 el embajador del Campo realizó su más reciente entrega: "Relatos de Guerra y Paz: La diplomacia peruana y los grandes conflictos del siglo XIX". En 2008 participó como coautor del libro "We Remember Submarine Seapocher, by her crew", editado en los Estados Unidos.
Densos, de prosa ágil y amena, los relatos histórico-militares de Juan del Campo han ocupado importantes lugares de ventas en su país. Varios de sus artículos han sido reproducidos en revistas europeas y páginas electrónicas internacionales. 
Ostenta las condecoraciones "Gran Cruz al Mérito Naval" otorgada por la Marina de Guerra del Perú, la medalla del Instituto de Estudios Históricos del Ejército del Perú y la "Orden al Mérito por Servicios Distinguidos", impuesta por el gobierno peruano en reconocimiento a su labor de investigación histórica. Asimismo ha sido merecedor de la condecoración Orden al Mérito del Servicio Diplomático del Perú José Gregorio Paz Soldán, máxima distinción otorgada por el Ministerio de Relaciones Exteriores.